# Bréau-Mars
Bréau-Mars es una comuna nueva francesa situada en el departamento de Gard, de la región de Occitania.

## Historia
Fue creada el 1 de enero de 2019, en aplicación de una resolución del prefecto de Gard de 13 de septiembre de 2018 con la unión de las comunas de Bréau-et-Salagosse y Mars, pasando a estar el ayuntamiento en la antigua comuna de Bréau-et-Salagosse.

## Demografía
Según los datos aportados en la resolución del prefecto de Gard, la comuna se crea con 633 habitantes.

## Composición
| Comuna fusionada   | Código INSEE | Población (2016) | Superficie (km²) | Densidad (hab./km²) |
| ------------------ | ------------ | ---------------- | ---------------- | ------------------- |
| Bréau-et-Salagosse | 3052         | 417              | 24.69            | 17                  |
| Mars               | 30157        | 182              | 3.8              | 48                  |